# Тройницкий, Николай Александрович
Николай Александрович Тройницкий (1842—1913) — русский государственный деятель и статистик, действительный тайный советник, рязанский и вятский губернатор.

## Биография
Потомственный дворянин, сын русского статистика Александра Григорьевича Тройницкого и Веры Ильиничны урождённой Булацель (1817—1893).  Образование получил в Александровском лицее (1862).
Государственную службу начал во 2-м отделении Собственной Его Императорского Величества канцелярии. В 1865 году был причислен к Министерству внутренних дел и командирован в Санкт-Петербургское губернское правление. В 1866 году назначен советником Самарского губернского правления и в конце августа того же года был пожалован в звание камер-юнкера Высочайшего Двора.
В 1869—1876 годах он был ярославским вице-губернатором, а в 1876—1882 годах — Вятским губернатором. На этом посту он организовал и развил различные общеполезные учреждения, принимал живейшее участие в деятельности Красного Креста. Деятельность Тройницкого по Красному Кресту была оценена Высочайшей наградой и знаком Красного Креста. При его непосредственном участии в Вятке возведен отдел общества спасения на водах, при нём к детскому приюту пристроена домовая церковь. С 1882 года Тройницкий — почётный гражданин Вятки. В 1882 году Тройницкий был переведён на должность Рязанского губернатора, но здесь он пробыл недолго.
3 ноября 1883 года был назначен директором Центрального статистического комитета Министерства внутренних дел. 1 января 1885 года произведён в тайные советники. В 1886 году был назначен в особый комитет, рассматривавший предложение Н. Н. Миклухо-Маклая об организации на одном из островов Тихого океана русской колонии.
В 1885 году по Высочайшему повелению, как представитель русского Правительства, он участвовал на Лондонском юбилее статистического общества, в выработке устава и организации Международного статистического института. Позже откомандировывался на заседания института: в 1887 году — в Рим, а в 1889 году — в Париж, затем — в Вену, Берн, Христианию, Будапешт, Копенгаген и Берлин; организовал приём сессии института в Санкт-Петербурге.
В 1888 году удостоен благодарности за труд «Статистика слепых в России. 1886 г.», в 1890 году — за «Сборник сведений по России», в 1891 году — за труды по составлению путеводителя «От Владивостока до Уральска»
В 1891 году Тройницкий был командирован в Казанскую и Вятскую губернии для выяснения положения с продовольствием, сложившегося вследствие неурожая в значительной части России.
С 1897 года — председатель Статистического совета при Министерстве внутренних дел. Принимал участие в подготовке и проведении в 1897 году Первой всеобщей переписи населения России. Под его руководством проводилась разработка её итогов, которые были опубликованы в 1897—1905 годах.
С 1897 года по избранию стал вице-президентом Международного статистического института.
1 января 1904 года назначен сенатором. В 1905 году был произведен в действительные тайные советники.
Награжден орденами Святой Анны 2-й степени (1899), Святого Владимира 3-й степени (1913), Святого Станислава 1-й степени (1915). 
Скончался 10 (23) ноября 1913 года. Похоронен на Волковом кладбище в Санкт-Петербурге.

## Семья

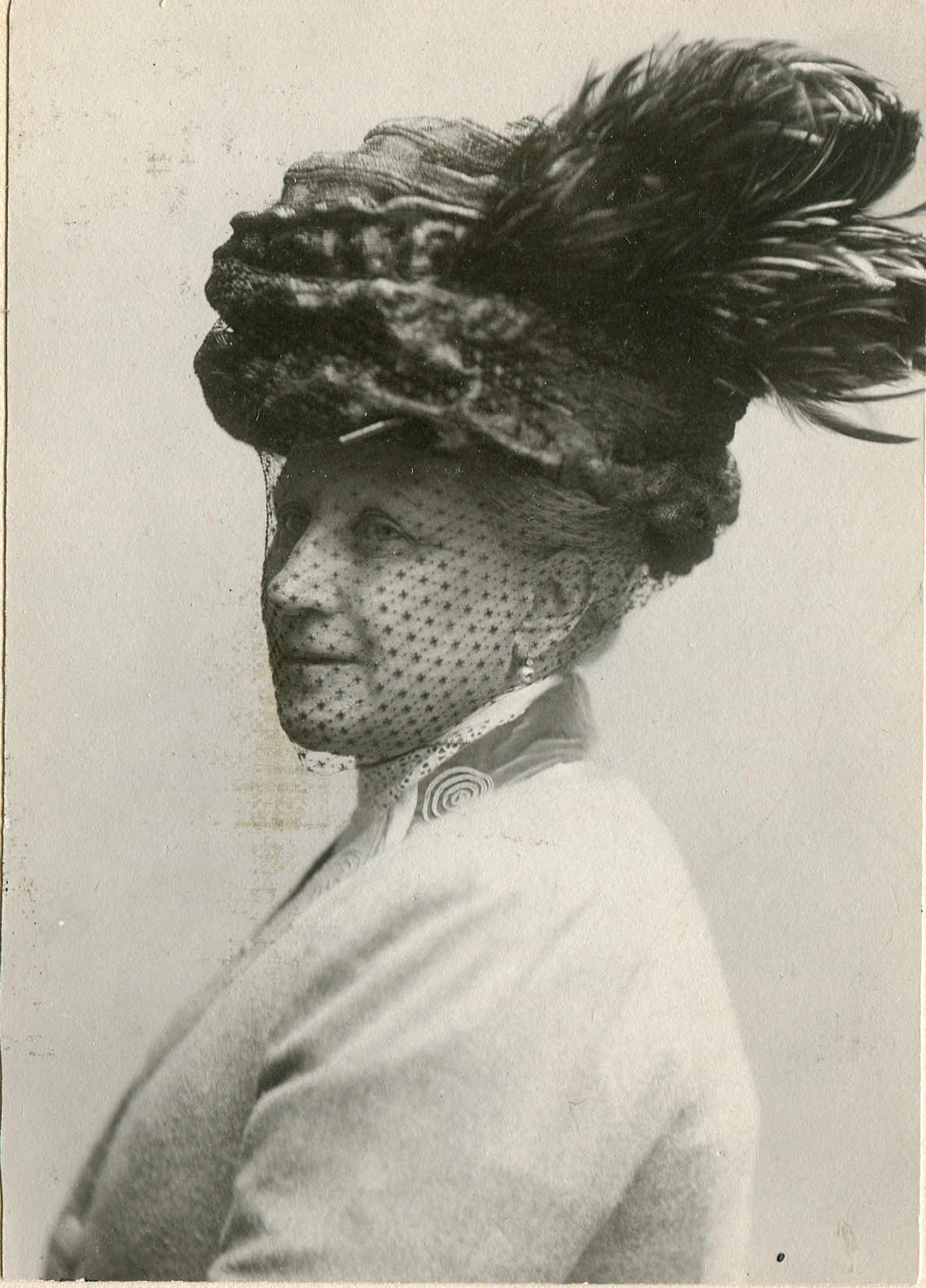
Анастасия Евгеньевна Тройницкая, внучка декабриста, жена сенатора, мачеха губернатора и мать директора Эрмитажа.

- Первая жена (с 16 августа 1868, Самара[6])— Варвара Ивановна урождённая княжна Козловская (1850 — 8 ноября 1869), дочь князя Ивана Дмитриевича Козловского[6].
  - Сын от первого брака — Александр Николаевич Тройницкий (28 сентября 1869 — ?)[7]
- Вторая жена (с 11 ноября 1870, Ярославль[6]) — Анастасия Евгеньевна урождённая Якушкина (1852—1923[8]), дочь Е. И. Якушкина. Была попечительницей ряда общественных заведений[источник не указан 113 дней].
  - Дочь — Варвара (6 сентября 1871, Ярославль — ?)
  - Сын — Григорий, умер в младенчестве.
  - Дочь — Мария (17 июня 1875[6], Симбирск — 18 июня 1921, Петроград[9])
  - Сын — Николай (17 мая 1877 — 15 сентября 1921[10]), окончил Училище правоведения (1899), служил в ведомстве Министерства юстиции, на 1911 г. коллежский асессор и товарищ прокурора Митавского окружного суда[6], в 1916 году — там же, надворный советник[11], в 1921 году — секретарь Управления Мурманской железной дороги, женат на Ольге Николаевне урождённой Шихмановой (внучке адмирала Я. А. Шихманова); в браке три сына: Николай (1903—1953), участник Великой Отечественной войны[12], Михаил (1906—1942[13]) и Владимир (1908 — после 1943[14]).
  - Сын — Сергей (1882—1948[15]), известный геральдист и искусствовед, директор Эрмитажа в 1918—1927 годах.
  - Сын — Леонид (9 апреля 1885—?), прапорщик Лейб-гвардии 1-й артиллерийской бригады, пожалован за отличия в делах против неприятеля орденами Станислава 2-й и 3-й степени и Анны 2 ст.[16],  в эмиграции, на 1941 офицер действительной службы югославской армии[17].